# Khadamat al-Shatee
Der Khadamat al-Shatee Club, auch bekannt als Markaz Khadamat al-Shatee Club, ist ein 1951 gegründeter palästinensischer Fußballverein aus Gaza im gleichnamigen Gouvernement. Aktuell, Stand Oktober 2023, spielt der Verein in der Gaza Strip Premier League.

## Erfolge
- Gaza Strip Premier League
  - Meister: 1985/86, 1986/87

## Stadion
Der Verein trägt seine Heimspiele im Yarmouk Stadium in Gaza aus. Das Stadion hat ein Fassungsvermögen von 9000 Personen.